# バラード第3番 (ショパン)
バラード 第3番（バラードだいさんばん）変イ長調 作品47は、フレデリック・ショパンが作曲したバラード全4曲中の第3作目。

## 概要
1840年から1841年夏にかけて作曲され、1842年に出版された。献呈はポリーヌ・ドゥ・ノアイユ嬢。
本作では優雅で洗練された曲想が曲全体を支配しており、前作の第1番、第2番のような激しい曲想は見られない。また、バラード全曲の中、唯一長調で締めくくっている（第2番ではヘ長調で始まるが、最終的にはイ短調で終わっている）。
この曲は第2番同様に、作曲家が愛読したポーランドの詩人アダム・ミツキェヴィチの詩にもとづいて作られたとされているが、曲がミツキェヴィチのどの詩に該当するかについては諸説ある。ショパンが試みたのは、この文学ジャンルに固有の雰囲気、色調、表現の性格などを音楽世界に導入することであり、標題音楽のように曲と詩の間に具体的な関連性があるわけではない。

## 構成

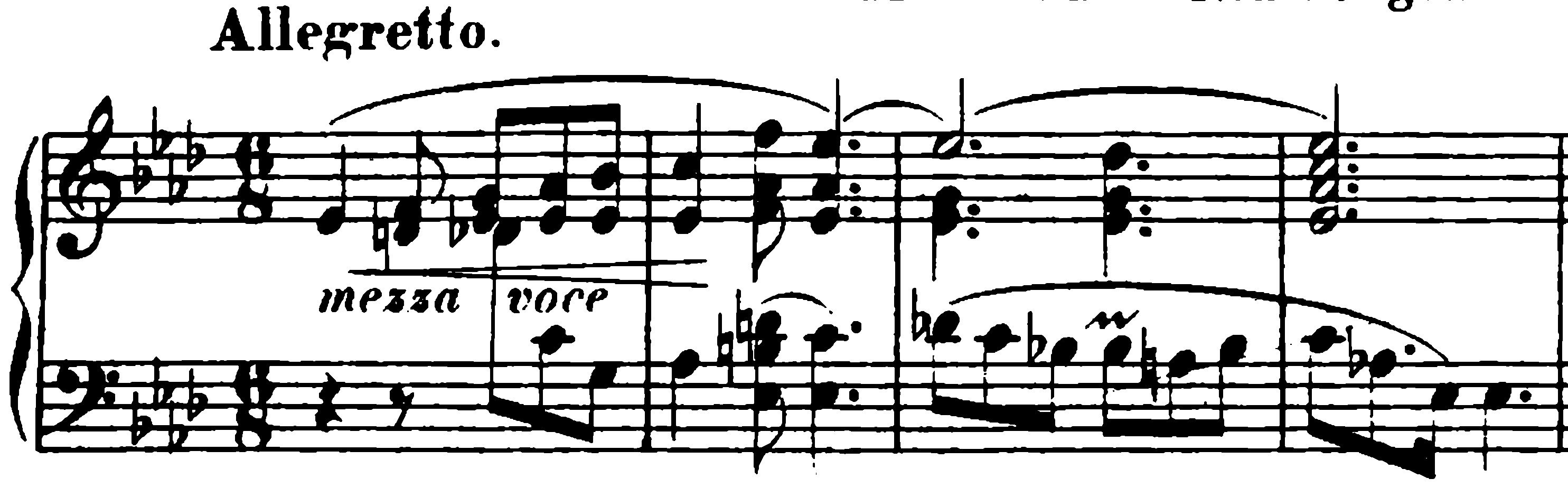
バラード 第3番の冒頭部分

- 変イ長調、Allegretto
ソナタ形式に若干の変更を加えた構造。冒頭は下降半音階と上昇全音階の結合。特徴的な付点リズムは、第2主題でも活かされている。ハ長調・ヘ短調・変イ長調と転調したのち、中間部では嬰ハ短調の低音の上に第2主題が現れる。巧妙な転調を経て第1主題が高らかに再現され終結する。